# Фелаг

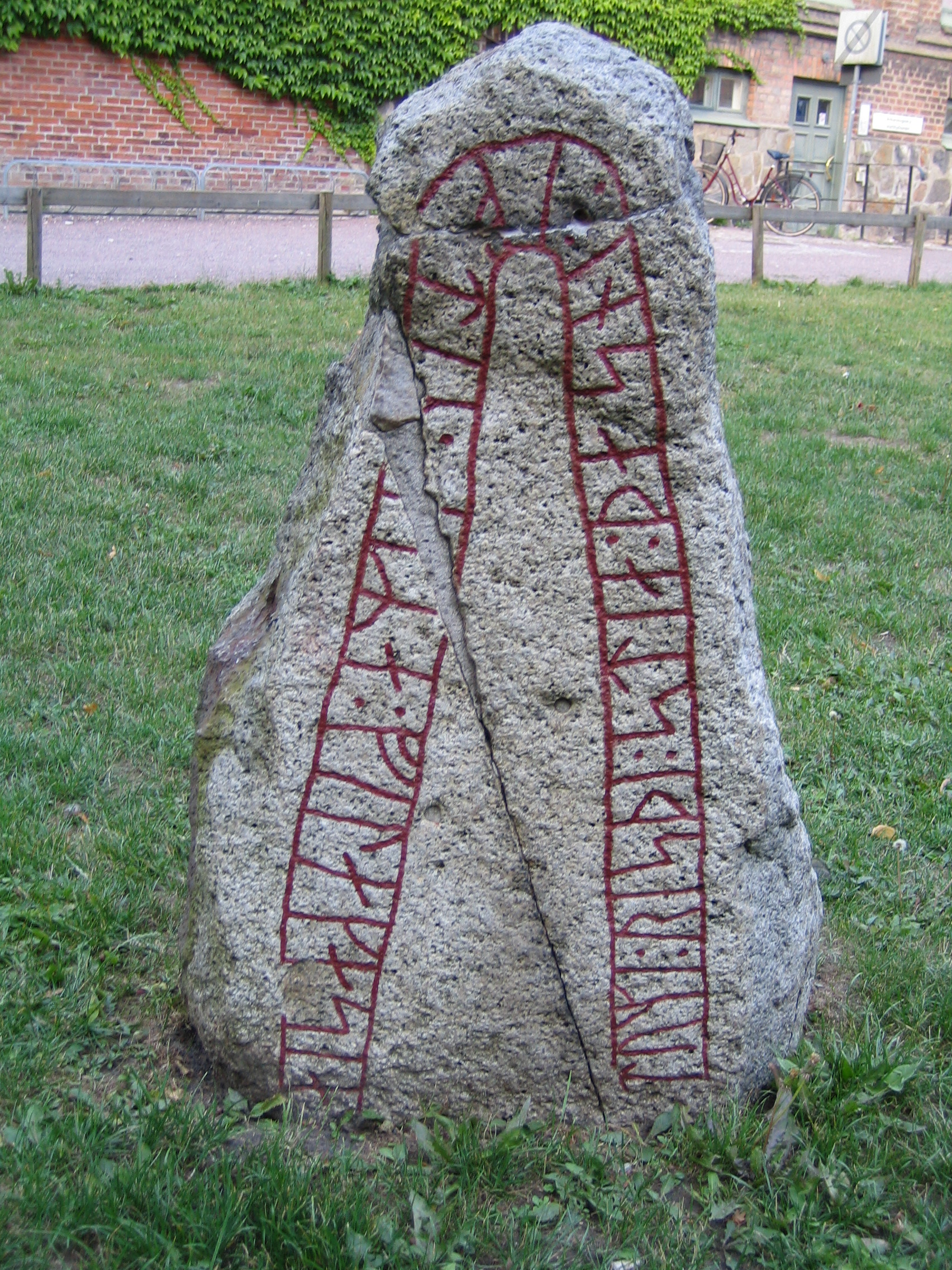
DR 270 у Сканії, сучасна Швеція, є одним з декількох рунічних каменів, які були встановлені на згадку про чийсь félagi.

Фелаг або фєлаг (старонорвезькою félag означає «товариство, співробітництво») — спільне грошове підприємство у добі вікінгів.

## Етимологія
Старонорвезьке слово félag походить від слова fé (худоба, багатство) та дієслівної форми, яка позначає «лежати», та означає «покласти власність разом.»